# Kowalewo Duże
Kowalewo Duże (deutsch Wotterkeim, Vorwerk) ist ein Dorf in der polnischen Woiwodschaft Ermland-Masuren. Es gehört zur Gmina Korsze (Stadt- und Landgemeinde Korschen) im Powiat Kętrzyński (Kreis Rastenburg).

## Geographische Lage
Kowalewo Duże liegt in der nördlichen Mitte der Woiwodschaft Ermland-Masuren, 22 Kilometer nordwestlich der Kreisstadt Kętrzyn (deutsch Rastenburg).

## Geschichte
Das Vorwerk Wotterkeim war ein Wohnplatz innerhalb des Gutsbezirks Langheim (polnisch Łankiejmy) im Kreis Rastenburg im Regierungsbezirk Königsberg der preußischen Provinz Ostpreußen. Am 30. September 1928 wurde es aus dem Gutsbezirk Langheim in die Landgemeinde Wotterkeim (polnisch Kowalewo Małe) umgegliedert.
Im Jahre 1945 wurde das Vorwerk Wotterkeim in Kriegsfolge mit dem gesamten südlichen Ostpreußen an Polen überstellt und erhielt die polnische Namensform „Kowalewo Duże“. Heute ist es ein Dorf mit Sitz eines Schulzenamtes (polnisch Sołectwo) im Verbund der Stadt- und Landgemeinde Korsze (Korschen) im Powiat Kętrzyński (Kreis Rastenburg), bis 1998 der Woiwodschaft Olsztyn, seither der Woiwodschaft Ermland-Masuren zugehörig. Im Jahre 2011 zählte Kowalewo Duże 67 Einwohner.

## Kirche
Bis 1945 war das Vorwerk Wotterkeim in die evangelische Kirche Langheim (polnisch Łankiejmy) in der Kirchenprovinz Ostpreußen der Kirche der Altpreußischen Union sowie in die katholische Kirche Korschen (polnisch Korsze) im Bistum Ermland eingepfarrt.
Heute gehört Kowalewo Duże zur katholischen Pfarrei Łankiejmy im jetzigen Erzbistum Ermland sowie zur evangelischen Pfarrei Kętrzyn (Rastenburg) mit der Filialkirche Bartoszyce (Bartenstein) in der Diözese Masuren der Evangelisch-Augsburgischen Kirche in Polen.

## Verkehr
Kowalewo Duże liegt an einer Nebenstraße, die von Grzęda (deutsch Sturmhübel) über Łabławki (Lablack) nach hier führt und nach nur einem Kilometer in die Woiwodschaftsstraße 592 einmündet. Eine Anbindung an den Bahnverkehr besteht nicht.